# Buchema hadromeres
Buchema hadromeres é uma espécie de gastrópode do gênero Buchema, pertencente a família Horaiclavidae.